# Лимингтон (Канада)
Ли́мингтон (англ. Leamington) — город в Канаде.

## География и климат
Город Лимингтон расположен в Юго-Западном Онтарио и, с учётом его района Пойнт-Пили, является самой южной точкой Канады. Административно Лимингтон входит в графство Эссекс. Город лежит на северном берегу озера Эри близ национального парка Пойнт-Пили, на 42° с. ш. — как и Чикаго, Рим и Сарагоса. Лимингтон — второй по количеству солнечных дней в году в Канаде (после региона Лоуэр-Мейнленда в Британской Колумбии). Национальный парк Пойнт-Пили является одним из важнейших мест отдыха перелётных птиц во время их осенних путешествий на юг. Здесь также останавливаются бабочки «монарх» на пути их вокруг озера Эри в центральную Мексику.

## История
Лимингтон получил городской статус в 1876 году, когда здесь проживали 300 человек, занимавшихся преимущественно выращиванием овощей. В 1908 году в Лимингтоне обосновывается предприятие по переработке помидоров американской корпорации по производству кетчупа H. J. Heinz Company, владеющей здесь ныне томатными плантациями площадью в 4 км². Лимингтон считается «томатной столицей Канады». На плантациях заняты множество сезонных рабочих из Мексики и Ямайки.
6 июня 2010 года через южный Лимингтон пронёсся торнадо, достигший границ национального парка Пойнт-Пили.

## Демография
Население города в 2006 году достигло 31 113 человек, с пригородами — 49 741. Англоязычных горожан из них насчитывалось среди них 16 915, франкоязычных — 470. Кроме них, в городе проживают немцы, испанцы, итальянцы, португальцы и ливанцы. Средний возраст жителей — 37 лет. В Лимингтоне существует крупная община меннонитов.